# Jacob Caro
Jacob Caro, född 2 februari 1836 i Gnesen i provinsen Posen, död 12 december 1904 i Breslau, var en tysk historiker.
Caro, som var av judisk börd, slog sig 1863 ned som privatdocent i Jena samt blev 1864 extra ordinarie professor i historia där och 1868 professor i samma ämne i Breslau. 
Caro författade åtskilliga smärre politiska uppsatser och essäer samt Das Interregnum Polens im Jahr 1586 oder die häuser Zborovski und Zamojski (1861) och Katharina II von Russland (1876). För Arnold Hermann Ludwig Heerens och Friedrich August Ukerts samlingsverk fortsatte han Richard Roepells där påbörjade Geschichte Polens (delarna 2–5, 1865-88).